# The Jacket
The Jacket è un film del 2005 diretto da John Maybury, liberamente ispirato al romanzo Il vagabondo delle stelle di Jack London del 1915, con Adrien Brody nella parte di Jack Starks, Keira Knightley nella parte di Jackie Price, Jennifer Jason Leigh nella parte della dottoressa Lorenson e con Kris Kristofferson nella parte del dottor Becker.

## Trama
Dopo essersi miracolosamente ripreso da una ferita da arma da fuoco apparentemente fatale alla testa, il veterano della Guerra del Golfo Jack Starks torna nel Vermont nel 1992, soffrendo di periodi di amnesia. Mentre cammina, vede una bambina, Jackie, e sua madre alcolizzata in preda alla disperazione accanto al loro pickup in panne. Tra Starks e Jackie è subito evidente una certa affinità; lei gli chiede di darle le sue piastrine e lui l'accontenta. Fa partire il pickup per loro e continua per la sua strada. Poco dopo, un ragazzo che guida lungo la stessa autostrada dà un passaggio a Jack e vengono fermati da un poliziotto.
La scena cambia: Starks viene trovato sdraiato sul ciglio della strada deserta vicino al poliziotto morto, con un proiettile della pistola del poliziotto nel corpo. L'arma del delitto è a terra lì vicino. Sebbene testimoni che c'era qualcun altro sulla scena, non viene creduto a causa della sua amnesia. Starks viene dichiarato non colpevole per pazzia e viene incarcerato in un istituto psichiatrico.
Starks è affidato alle cure del dottor Thomas Becker, uno psichiatra, e del suo staff. Nel dicembre 1992, Starks è costretto a sottoporsi a un trattamento non autorizzato ideato da Becker: gli vengono iniettate droghe sperimentali, viene legato in una camicia di forza e poi posto all'interno di un cassetto dell'obitorio come forma di privazione sensoriale. Mentre si trova in queste condizioni, è in qualche modo in grado di viaggiare per 15 anni nel futuro e rimanerci per un breve periodo. Incontra una versione futura di Jackie in una tavola calda lungo la strada, dove lei lavora come cameriera. Sospetta che ciò accada perché è l'unico ricordo a cui potrà mai aggrapparsi completamente. Lei non lo riconosce ma, vedendolo in piedi desolato, ne ha pietà e gli offre riparo, solo per la notte. Mentre è nel suo appartamento, Starks trova le sue piastrine e la affronta. Jackie, spaventata, gli dice che Jack Starks è morto il giorno di Capodanno del 1993, e quindi non può essere chi dice di essere. Si arrabbia e gli chiede di andarsene. Successivamente, Starks viene trasportato nel futuro in diverse occasioni nel corso del suo trattamento e, dopo essersi guadagnato la fiducia di Jackie, entrambi cercano di capire come utilizzare il viaggio nel tempo in modo da rimuovere Jack dall'ospedale e salvare la sua vita.
La mattina del 1 ° gennaio 1993, sapendo che il suo tempo sta per scadere, Starks viene brevemente portato fuori dall'ospedale dalla dottoressa Beth Lorenson, che ha finalmente convinto delle sue esperienze di viaggio nel tempo e della sua conoscenza degli eventi futuri. Fattosi accompagnare a casa di Jackie e sua madre, Starks consegna alla madre una lettera che ha scritto, che delinea il cupo futuro di Jackie e avverte la madre che è destinata a lasciare la figlia orfana perché sverrà con una sigaretta accesa in mano, morendo bruciata. Quando torna in ospedale, Starks sperimenta un flashback sulla ferita alla testa che ha subito in Iraq, scivolando contemporaneamente sul ghiaccio e battendo la testa. Sanguinando copiosamente, convince due dei dottori più comprensivi a sottoporlo un'ultima volta al trattamento nella camicia di forza.
Starks torna nel 2007, dove scopre che la sua lettera alla madre di Jackie ha fatto la differenza. Jackie ora ha una vita migliore rispetto alla versione precedente. Non è più una cameriera, ora indossa un'uniforme da infermiera e appare notevolmente più serena ed equilibrata. I due riprendono il loro primo incontro del 2007: lei vede Starks in piedi nella neve e inizialmente lo supera, ma indietreggia quando nota la sua ferita alla testa. Si ferma e si offre di portarlo all'ospedale dove lavora. Mentre sono in auto, Jackie riceve una telefonata da sua madre, ancora viva e vegeta. Proseguono, lo schermo diventa bianco e sentiamo la voce di Jackie chiedere: "Quanto tempo abbiamo?", una domanda che gli aveva già fatto al primo incontro. Mentre i titoli di coda iniziano a scorrere, la risposta alla domanda, in questo nuovo futuro, è data dalle parole della canzone We Have All the Time in the World, cantata da Iggy Pop.